# Lichirtes
Lichirtes is een geslacht van hooiwagens uit de familie Agoristenidae.
De wetenschappelijke naam Lichirtes is voor het eerst geldig gepubliceerd door Šilhavý in 1973. 

## Soorten
Lichirtes is monotypisch en omvat slechts de volgende soort:
- Lichirtes hexapodoides